# Epsilon Euskadi
A Epsilon Euskadi é uma equipa de automobilismo da Espanha. A equipa está sediada em Azkoitia (Espanha).
O actual Team Principal é Joan Villadelprat, que trabalhou mais de 30 anos na Fórmula 1, para equipas como a McLaren, a Ferrari, a Benetton Formula, a Tyrrell e a Prost Grand Prix. O Engenheiro Chefe é Sergio Rinland, que também trabalhou na Fórmula 1.
A equipa participou pela primeira vez em 2008 nas 24 Horas de Le Mans com um novo carro, o Epsilon Euskadi ee1.

## Resultados

### World Series by Renault
| World Series by Renault/Nissan results | World Series by Renault/Nissan results | World Series by Renault/Nissan results | World Series by Renault/Nissan results | World Series by Renault/Nissan results | World Series by Renault/Nissan results | World Series by Renault/Nissan results | World Series by Renault/Nissan results | World Series by Renault/Nissan results | World Series by Renault/Nissan results |
| Ano                                    | Carro                                  | Pilotos                                | Corridas                               | Vitórias                               | Poles                                  | Voltas mais rápidas                    | Pontos                                 | C.P.                                   | C.E.                                   |
| -------------------------------------- | -------------------------------------- | -------------------------------------- | -------------------------------------- | -------------------------------------- | -------------------------------------- | -------------------------------------- | -------------------------------------- | -------------------------------------- | -------------------------------------- |
| 2005                                   | Dallara T02-Renault                    | Félix Porteiro                         | 17                                     | 3                                      | 4                                      | 1                                      | 77                                     | 5º                                     | 1º                                     |
| 2005                                   | Dallara T02-Renault                    | Robert Kubica                          | 17                                     | 4                                      | 2                                      | 1                                      | 154                                    | 1º                                     | 1º                                     |
| 2006                                   | Dallara T02-Renault                    | Steven Kane                            | 17                                     | 0                                      | 0                                      | 1                                      | 15                                     | 20º                                    | 10º                                    |
| 2006                                   | Dallara T02-Renault                    | Davide Valsecchi                       | 17                                     | 0                                      | 1                                      | 0                                      | 43                                     | 10th                                   | 10º                                    |
| 2007                                   | Dallara T02-Renault                    | Filipe Albuquerque                     | 17                                     | 1                                      | 0                                      | 1                                      | 81                                     | 4º                                     | 4º                                     |
| 2007                                   | Dallara T02-Renault                    | Davide Valsecchi                       | 17                                     | 1                                      | 0                                      | 0                                      | 37                                     | 16º                                    | 4º                                     |

- C.P. = Posição no Campeonato de Pilotos, C.E. = Posição no Campeonato de Equipas.

### Sports car

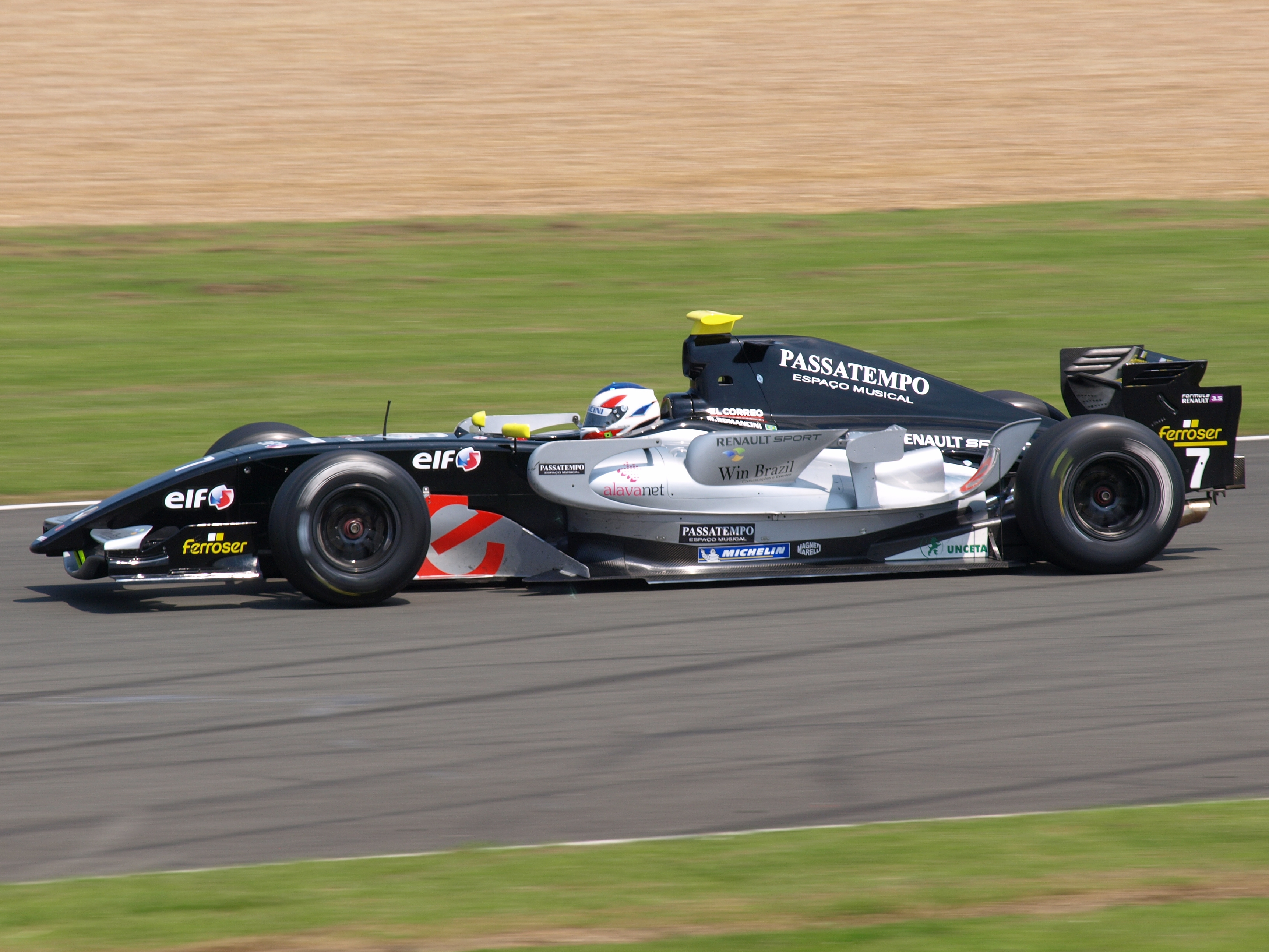
Mario Romancini a pilotar para a Epsilon Euskadi na ronda de Silverstone da Temporada de 2008 de World by Renault.

| 24 Hours of Le Mans results | 24 Hours of Le Mans results | 24 Hours of Le Mans results | 24 Hours of Le Mans results | 24 Hours of Le Mans results                | 24 Hours of Le Mans results                         | 24 Hours of Le Mans results | 24 Hours of Le Mans results | 24 Hours of Le Mans results | 24 Hours of Le Mans results | 24 Hours of Le Mans results |
| Ano                         | Classe                      | Nº                          | Pneus                       | Carro                                      | Pilotos                                             | Pole                        | Volta mais rápida           | Voltas                      | Pos.                        | Class Pos.                  |
| --------------------------- | --------------------------- | --------------------------- | --------------------------- | ------------------------------------------ | --------------------------------------------------- | --------------------------- | --------------------------- | --------------------------- | --------------------------- | --------------------------- |
| 2008                        | LMP1                        | 20                          | M                           | Epsilon Euskadi EE1 Judd GV5.5 S2 5.5L V10 | Ángel Burgueño Miguel Ángel de Castro Adrián Vallés | no                          | no                          | 189 (DNF)                   | 41º                         | 17º                         |
| 2008                        | LMP1                        | 21                          | M                           | Epsilon Euskadi EE1 Judd GV5.5 S2 5.5L V10 | Shinji Nakano Stefan Johansson Jean-Marc Gounon     | no                          | no                          | 158 (DNF)                   | 43º                         | 19º                         |